# Miquel Torroella i Plaja
Miquel Torroella i Plaja   (Fitor, 1858 - Fitor, 1936) fou un escriptor empordanès.
Començà a col·laborar a El Teléfono Catalán, i el 1881 fundà El Palafrugellense. Publicà els assaigs Cuestión corchera (1880), Breves observaciones a la Historia del Ampurdán del señor Pella y Forgas (1892), obres de creació, Ensayos literarios. Artículos y poesías (1884), La pubilla del mas Carbó (1905), Qüentos que són històries: Fitor 1904 (1905), Realitats de la vida (1906), Margarideta (1907) i Coses de casa (1907), una Història de Palafrugell i la seva comarca (1929) i, en col·laboració, El santuario de San Sebastián (1881). El 1853 la seva família va fer construir Can Torroella de Palafrugell 